# Jalmari Kivenheimo
Viktor Jalmar Kivenheimo, detto Jalmari (Tuusula, 25 settembre 1889 – Mikkeli, 29 ottobre 1994), è stato un ginnasta finlandese.

## Palmarès

### Olimpiadi
- 1 medaglia:
  - 1 argento (Stoccolma 1912 nel concorso libero a squadre)